# Різник Левко Йосипович
Левко́ Йо́сипович Рі́зник (14 січня 1938, Нараїв, нині Тернопільського району — 27 березня 2021, Львів) — український письменник, ґрунтознавець, громадський діяч. Член Національної спілки письменників України з 1978 року.

## Життєпис
У 1959 році закінчив Львівський сільськогосподарський інститут (нині — Львівський аграрний університет).
Працював ґрунтознавцем, керівником сектору кадастру у Львівській філії інституту «Укрземпроект».
Від 1981 — у Львівській організації Спілки письменників України: літературний консультант, відповідальний секретар, у 1993—2005 — голова обласної письменницької організації.
Помер у Львові, похований на 54 полі Янівського цвинтаря.

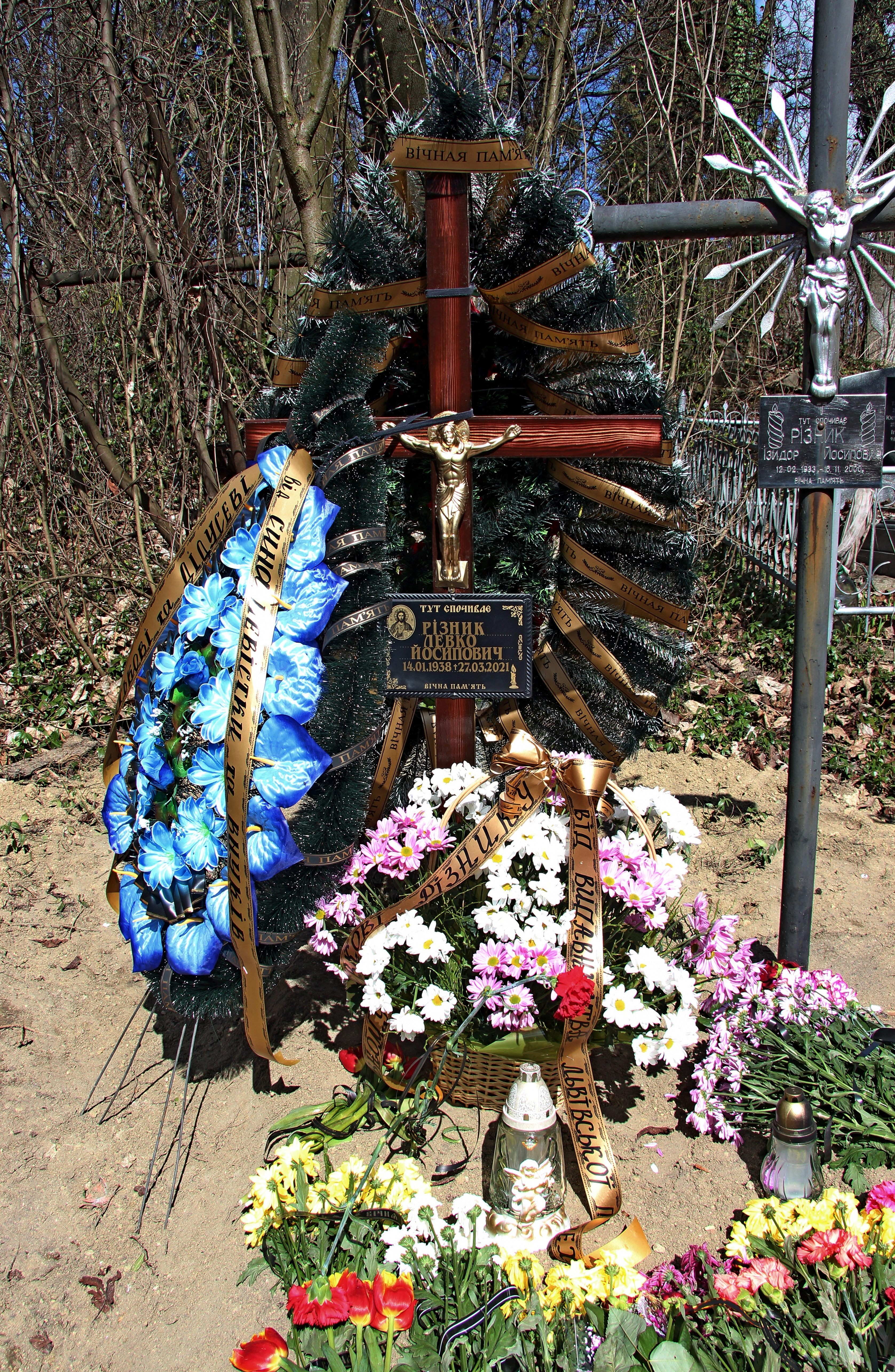

## Творчість
Автор збірників оповідань і повістей:
- «З математичною точністю» (1969),
- «Голуби до сонця» (1976),
- «Наріжний камінь» (1977),
- «Міра оптимізму» (1984),
- «Неоплатні борги» (1985),
- «Друге дихання» (1986),
- «На крутизні» (1988),
- «Цілитель» (1995),
- «Усусуси на Лисоні» (2000; нагороджений літературною премією ім. Олеся Гончара),
- «Мамонт ожив» (2004);

автор романів:
- «Повінь» (1982),
- «Січовий батько» (1995),
- «Марґінал» (1996; відзначений премією «Кращий роман року» ім. Андрія Головка),
- «Карма» (1997),
- «Лідер» (1999),
- «Фактор Данила Вернади» (2003),
- «Фіолетові кошенята» (2003),
- «На карнавалі лукавства» (2004),
- «Самотність пророка» (2005),
- «Поет і владика» (2008)[1],
- Доктор і Професор, або На шляху поступу (роман-есей, 2011)[2]

Опублікував у журналі «Тернопіль» (нині — «Літературний Тернопіль») повість «Героям слава» (1991), уривки з роману «Поет і Владика» (2008), у регіональному збірникові «Тернопілля'95» — оповідання «Бочка».

## Відзнаки
- Літературна премія імені Андрія Головка — за найкращий роман року «Маргінал» (1997).
- Державна літературна премія імені Олеся Гончара — за книгу «Усусуси на Лисоні» (2002).
- Всеукраїнська літературно-мистецька премія імені Братів Богдана та Левка Лепких — за публікацію творів у журналах «Тернопіль» і «Літературний Тернопіль» (2011).
- Премія Президента «Українська книжка року» — за книгу-трилогію «Самотність пророка», «Поет і Владика», «Доктор і Професор» (2015).[3]